# Ré majeur

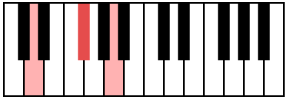
L'accord parfait de ré majeur se compose des notes suivantes : ré, fa♯, la.

La tonalité de ré majeur se développe en partant de la note  tonique ré. Elle est appelée D major en anglais et D-Dur dans l'Europe centrale.
L'armure coïncide avec celle de la tonalité relative si mineur.
L’échelle de ré majeur est : ré, mi, fa♯, sol, la, si, do♯, ré.
- tonique : ré
- médiante : fa♯
- dominante : la
- sensible : do♯

Altérations : fa♯, do♯.

## Compositions célèbres en ré majeur
- Canon de Pachelbel
- Magnificat (Bach)
- Symphonie nº 35 de Mozart
- Concerto no 2 pour flûte en ré majeur K. 314 de Mozart
- Missa Solemnis (Beethoven)
- Concerto pour violon de Beethoven
- Concerto pour violon de Brahms
- Concerto pour violon de Tchaïkovski
- Symphonie no 1 de Mahler
- Symphonie no 9 de Mahler
- Symphonie no 2 de Sibelius
- Symphonie nº 96 de Joseph Haydn
- Quatrième mouvement de La Truite de Franz Schubert
- Symphonie no 1 de Franz Schubert
- Symphonie no 3 de Schubert
- Symphonie no 10 de Schubert
- Suites pour orchestre de Bach - troisième et quatrième parties
- Symphonie n° 5 de Mendelssohn
- Te Deum de Marc-Antoine Charpentier
- Le Beau Danube bleu de Johann Strauss II
- Symphonie Monoton-Silence
- Méditation de Thaïs